# Natalie Moorhead
Pour les articles homonymes, voir Moorhead.
Natalie Moorhead est une actrice américaine, née le 27 juillet 1901 à Pittsburgh en Pennsylvanie et morte  le 6 octobre 1992 à Montecito en Californie.

## Filmographie partielle
- 1929 : Thru Different Eyes de John G. Blystone : Frances Thornton
- 1929 : L'Affaire Burton (The Girl from Havana) de Benjamin Stoloff
- 1930 : Une belle brute (Manslaughter) de George Abbott : Eleanor Bellington
- 1930 : Captain Thunder de Alan Crosland : Bonita
- 1930 : The Benson Murder Case de Frank Tuttle
- 1930 : Hook, Line and Sinker de Edward F. Cline
- 1930 : The Office Wife de Lloyd Bacon
- 1931 : Buster se marie de Edward Sedgwick : Leila Crofton
- 1931 : The Phantom of Paris de John S. Robertson
- 1931 : Mon passé (My Past) de Roy Del Ruth
- 1931 : Illicit de Archie Mayo : Marjorie True (Margie)
- 1932 : Three Wise Girls de William Beaudine : Ruth Dexter
- 1932 : Cross-Examination de Richard Thorpe : Inez Wells
- 1932 : The King Murder de Richard Thorpe : Elizabeth Hawthorne
- 1933 : The Big Chance de Albert Herman : Babe
- 1933 : Forgotten de Richard Thorpe : Myrtle Strauss
- 1933 : Gigolettes of Paris de Alphonse Martell : Diane Valraine
- 1933 : The Mind Reader de Roy Del Ruth : Mrs Austin
- 1934 : L'Introuvable (The Thin Man) de W. S. Van Dyke : Julia Wolf
- 1934 : Long Lost Father de Ernest B. Schoedsack
- 1939 : La Dame des tropiques (Lady of the Tropics) de Jack Conway : Mme Hazlitt